# 周震鱗
周 震鱗（しゅう しんりん）は清末・中華民国の革命家・政治家・教育者・書家。華興会結成メンバーの1人で、中国同盟会にも参加した。古参の革命派人士として、後に中国国民党にも加入している。字は道腴。

## 事跡
19歳で秀才となり、1897年（光緒23年）に両湖書院へ入学する。卒業後、湖南高等学堂監督となり、後に教務長となった。1903年（光緒29年）、長沙明徳学堂で教鞭をとる。同年11月、黄興・劉揆一・章士釗らと華興会を結成した。1905年（光緒31年）8月には、中国同盟会にも加入している。以後、安徽省や北京で教鞭をとる傍ら、革命活動に従事した。
辛亥革命直前には上海の同盟会中部支部により長沙へ派遣され、蜂起計画に参加した。中華民国成立後は、湖南省籌餉局局長兼軍務幇弁に任ぜられている。1913年（民国2年）、参議院議員に選出された。1917年（民国6年）、孫文（孫中山）が護法運動を開始すると、周震鱗もこれに合流し、9月に大元帥府参議に任ぜられている。
1921年（民国10年）、中国国民党広東支部総務部部長兼湖南駐粤代表に任ぜられた。1927年（民国16年）9月からは、南京の国民政府で委員となる。翌年、国民革命軍が北伐により北京を攻略すると、周震鱗は北京に赴いて、大総統府・国務院など各政府機関の接収事務を担当した。同年10月、周震鱗は立法院立法委員に任ぜられ、後に、北平民国大学校長も務めた。なお、周震鱗は書道に堪能であり、特に篆書に優れたという。
1932年（民国21年）2月、監察院熱察綏区監察使となる。翌年2月、国民政府委員に復帰した。1944年（民国33年）7月、国民政府顧問となり、その翌年5月には国民党第6期中央監察委員に選出されている。1949年（民国38年）8月、湖南省で程潜・陳明仁らが中国共産党側に転じる起義を行うと、周震鱗もこれに従った。中華人民共和国成立後、周震鱗は北京に寓居している。
1964年、北京で病没。享年90。